# Antōnīs Petropoulos
Antōnīs Petropoulos (in greco: Αντώνης Πετρόπουλος; Atene, 28 gennaio 1986) è un ex calciatore greco, di ruolo attaccante.

## Carriera

### Club
Debutta con l'Egaleo, che lo presta a Keratsini e Chaidari. Nel 2008 viene acquistato dal Panathīnaïkos. Nel 2008 viene ancora prestato, questa volta all'OFI Creta. Il 2 agosto 2015 viene tesserato dal Bari andando a raggiungere il connazionale Savvas Gentsoglou.

### Nazionale
Ha giocato nelle nazionali giovanili greche Under-19 ed Under-21.

## Statistiche

### Presenze e reti nei club
Statistiche aggiornate al 2 agosto 2015.
| Stagione             | Squadra              | Campionato           | Campionato | Campionato | Coppe nazionali | Coppe nazionali | Coppe nazionali | Coppe continentali | Coppe continentali | Coppe continentali | Altre coppe | Altre coppe | Altre coppe | Totale | Totale |
| Stagione             | Squadra              | Comp                 | Pres       | Reti       | Comp            | Pres            | Reti            | Comp               | Pres               | Reti               | Comp        | Pres        | Reti        | Pres   | Reti   |
| -------------------- | -------------------- | -------------------- | ---------- | ---------- | --------------- | --------------- | --------------- | ------------------ | ------------------ | ------------------ | ----------- | ----------- | ----------- | ------ | ------ |
| 2008-2009            | Panathinaikos        | SL                   | 14+1       | 6+1        | CG              | 2               | 0               | UCL                | 0                  | 0                  | -           | -           | -           | 17     | 7      |
| 2009-2010            | Panathinaikos        | SL                   | 6          | 0          | CG              | 3               | 0               | UCL+UEL            | 0+1                | 0                  | -           | -           | -           | 10     | 0      |
| 2010-2011            | Panathinaikos        | SL                   | 11+3       | 4          | CG              | 2               | 0               | UCL                | 2                  | 0                  | -           | -           | -           | 18     | 4      |
| 2011-2012            | Panathinaikos        | SL                   | 10+2       | 3          | CG              | 1               | 0               | UCL+UEL            | 2+0                | 0                  | -           | -           | -           | 15     | 4      |
| 2012-gen. 2013       | Panathinaikos        | SL                   | 8          | 1          | CG              | 2               | 1               | UCL+UEL            | 1+3                | 0                  | -           | -           | -           | 14     | 2      |
| Totale Panathinaikos | Totale Panathinaikos | Totale Panathinaikos | 49+6       | 14+1       |                 | 10              | 1               |                    | 9                  | 0                  |             | -           | -           | 74     | 16     |
| gen.-giu. 2013       | AEK Atene            | SL                   | 13         | 3          | CG              | -               | -               | UEL                | -                  | -                  | -           | -           | -           | 13     | 3      |
| 2013-2014            | Apollon Smyrnis      | SL                   | 27         | 12         | CG              | 2               | 0               | -                  | -                  | -                  | -           | -           | -           | 29     | 12     |
| 2014-gen. 2015       | OFI Creta            | SL                   | 14         | 2          | CG              | 0               | 0               | -                  | -                  | -                  | -           | -           | -           | 14     | 2      |
| gen.-giu. 2015       | Kalloni              | SL                   | 11         | 2          | CG              | -               | -               | -                  | -                  | -                  | -           | -           | -           | 11     | 2      |
| 2015-2016            | Bari                 | B                    | 5          | 0          | CI              | 0               | 0               | -                  | -                  | -                  | -           | -           | -           | 5      | 0      |
| Totale carriera      | Totale carriera      | Totale carriera      | 119+6      | 33+1       |                 | 12              | 1               |                    | 9                  | 0                  |             | -           | -           | 146    | 35     |

## Palmarès

### Club

#### Competizioni nazionali
- Football League: 1

Apollōn Smyrnīs: 2016-2017